# Campeonato Mundial de Natação em Piscina Curta de 2018 - 4x50 m medley masculino
A prova dos 4x50 metros medley masculino do Campeonato Mundial de Natação em Piscina Curta de 2018 foi disputado no dia 15 de dezembro de 2018, no Hangzhou Sports Park Stadium, em Hangzhou, na China. 

## Recordes
Antes desta competição, os recordes mundiais e do campeonato nesta prova eram os seguintes:
|                       | Nome                                                                                                  | Nacionalidade | Tempo   | Local     | Data                   |
| --------------------- | --- | ------------- | ------- | --------- | ---------------------- |
| Recorde mundial       | Kliment Kolesnikov (22.83) Kirill Prigoda (25.26) Aleksandr Popkov (22.11) Vladimir Morozov (20.24)   | Rússia        | 1:30.51 | Copenhaga | 17 de dezembro de 2017 |
| Recorde do campeonato | Guilherme Guido (23,42) Felipe França Silva (25,33) Nicholas Santos (21,68) César Cielo Filho (20,08) | Brasil        | 1:30.51 | Doha      | 4 de dezembro de 2014  |

## Medalhistas
| Ouro | Prata | Bronze                                                                                    |
| Rússia · Kliment Kolesnikov · Oleg Kostin · Mikhail Vekovishchev · Evgeny Rylov · Kirill Prigoda* · Roman Shevliakov* · Ivan Kuzmenko* | Estados Unidos · Ryan Murphy · Michael Andrew · Caeleb Dressel · Ryan Held · Matt Grevers* · Andrew Wilson* · Jack Conger* · Michael Chadwick* | Brasil · Guilherme Guido · Felipe Lima · Nicholas Santos · César Cielo · Matheus Santana* |

*Participaram apenas das eliminatórias, mas também receberam medalhas.

## Resultados

### Eliminatórias
As eliminatórias ocorreram dia 15 de dezembro com um total de 14 nacionalidades. 
| Colocação | Bateria | Raia | Nacionalidade  | Nadadores                                                                                             | Tempo   | Notas |
| --------- | ------- | ---- | -------------- | --- | ------- | ----- |
| 1         | 2       | 1    | Brasil         | Guilherme Guido (22.98) Felipe Lima (25.47) Matheus Santana (22.96) César Cielo (20.77)               | 1:32.18 | Q     |
| 2         | 1       | 4    | Itália         | Simone Sabbioni (23.36) Nicolò Martinenghi (26.06) Marco Orsi (22.19) Santo Condorelli (20.59)        | 1:32.30 | Q     |
| 3         | 1       | 1    | Estados Unidos | Matt Grevers (23.19) Andrew Wilson (26.01) Jack Conger (22.36) Michael Chadwick (20.81)               | 1:32.37 | Q     |
| 4         | 2       | 4    | Rússia         | Kliment Kolesnikov (23.23) Kirill Prigoda (25.51) Roman Shevliakov (22.72) Ivan Kuzmenko (20.94)      | 1:32.40 | Q     |
| 5         | 1       | 7    | Alemanha       | Christian Diener (23.30) Fabian Schwingenschlögl (26.01) Marius Kusch (22.06) Damian Wierling (21.27) | 1:32.64 | Q     |
| 6         | 2       | 7    | Japão          | Ryosuke Irie (23.52) Yasuhiro Koseki (26.27) Kengo Ida (22.24) Kosuke Matsui (20.98)                  | 1:33.01 | Q     |
| 7         | 2       | 3    | Austrália      | Mitch Larkin (23.36) Grayson Bell (26.51) Cameron Alexander Jones (22.45) Cameron McEvoy (20.74)      | 1:33.06 | Q     |
| 8         | 3       | 4    | Turquia        | Iskender Baslakov (23.53) Hüseyin Emre Sakçı (25.64) Umitcan Gures (22.51) Kemal Arda Gürdal (21.43)  | 1:33.11 | Q     |
| 9         | 2       | 5    | Bielorrússia   | Viktar Staselovich (23.74) Ilya Shymanovich (25.49) Yauhen Tsurkin (22.58) Hryhory Pekarski (21.44)   | 1:33.25 | R     |
| 10        | 1       | 3    | China          | Wang Peng (24.37) Wang Lizhuo (26.34) Li Zhuhao (22.67) Yu Hexin (21.14)                              | 1:34.52 | R     |
| 11        | 2       | 6    | Irlanda        | Conor Ferguson (24.12) Darragh Greene (26.60) Brendan Hyland (23.40) Shane Ryan (20.93)               | 1:35.05 |       |
| 12        | 2       | 2    | Suíça          | Thierry Bollin (24.29) Jolann Bovey (26.97) Manuel Leuthard (23.35) Ivo Staub (21.84)                 | 1:36.45 |       |
| 13        | 1       | 6    | Taipé Chinesa  | Chuang Mu-lun (24.86) Wu Chun-feng (26.48) Wang Kuan-hung (24.37) Lin Chien-liang (22.00)             | 1:37.71 |       |
| 14        | 1       | 2    | Áustria        | Heiko Gigler (24.45) Christopher Rothbauer (26.78) Sascha Subarsky (23.04) Bernhard Reitshammer       | DSQ     |       |

### Final
A final foi realizada em 15 de dezembro. 
| Colocação         | Raia | Nacionalidade  | Nadadores                                                                                             | Tempo   | Notas |
| ----------------- | ---- | -------------- | --- | ------- | ----- |
| Medalha de ouro   | 6    | Rússia         | Kliment Kolesnikov (22.87) Oleg Kostin (25.36) Mikhail Vekovishchev (22.09) Evgeny Rylov (20.22)      | 1:30.54 |       |
| Medalha de prata  | 3    | Estados Unidos | Ryan Murphy (22.73) Michael Andrew (26.16) Caeleb Dressel (21.70) Ryan Held (20.31)                   | 1:30.90 |       |
| Medalha de bronze | 4    | Brasil         | Guilherme Guido (22.97) Felipe Lima (25.48) Nicholas Santos (22.02) César Cielo (21.02)               | 1:31.49 |       |
| 4                 | 5    | Itália         | Simone Sabbioni (23.40) Fabio Scozzoli (25.51) Marco Orsi (22.23) Santo Condorelli (20.40)            | 1:31.54 |       |
| 5                 | 2    | Alemanha       | Christian Diener (23.21) Fabian Schwingenschlögl (25.65) Marius Kusch (21.92) Damian Wierling (21.02) | 1:31.80 |       |
| 6                 | 0    | Bielorrússia   | Viktar Staselovich (23.77) Ilya Shymanovich (25.20) Yauhen Tsurkin(22.06) Artsiom Machekin (21.42)    | 1:32.45 |       |
| 7                 | 7    | Japão          | Ryosuke Irie (23.50) Yasuhiro Koseki (26.24) Kengo Ida (22.04) Kosuke Matsui (21.05)                  | 1:32.83 |       |
| 8                 | 1    | Austrália      | Mitch Larkin (23.34) Grayson Bell (26.62) Cameron Jones (22.33) Cameron McEvoy (20.90)                | 1:33.19 |       |
| 9                 | 8    | Turquia        | İskender Baskalov (23.89) Hüseyin Emre Sakçı (25.91) Ümitcan Güreş (22.90) Kemal Arda Gürdal (21.68)  | 1:34.38 |       |

Legenda
| Recorde mundial       | Recorde mundial (World record)               |                       | Recorde africano                      | Recorde africano (African) |                                           | Q | Classificado por posição (Qualified) |
| Recorde do campeonato | Recorde do campeonato (Championship record)  | Recorde da América    | Recorde da América (Americas)         | q                          | Classificado por melhor tempo (Qualified) |   |                                      |
| Melhor marca do ano   | Melhor marca do ano (World leading)          | Recorde asiático      | Recorde asiático (Asian)              | DNS                        | Não largou (Did not start)                |   |                                      |
| Recorde nacional      | Recorde nacional (National record)           | Recorde europeu       | Recorde europeu (European)            | DNF                        | Não terminou (Did not finish)             |   |                                      |
| Recorde pessoal       | Recorde pessoal do atleta (Personal best)    | Recorde da Oceania    | Recorde da Oceania (Oceania)          | DSQ / DQ                   | Desclassificado (Disqualified)            |   |                                      |
| Recorde da temporada  | Recorde da temporada do atleta (Season best) | Recorde sul-americano | Recorde sul-americano (South America) | NM                         | Sem marca (No mark)                       |   |                                      |